# CoviVac
CoviVac est un vaccin contre le COVID-19 basé sur un virus inactivé produit par le centre russe Chumakov.

## Histoire
En 2020, le centre Chumakov a commencé à développer un vaccin contre le COVID-19. Il s'agit du vaccin « CoviVac » contre sur le virus SARS-CoV-2 inactivé avec de l'hydroxyde d'aluminium comme adjuvant. Depuis décembre 2020, des essais précliniques ont été menés et des essais cliniques ont commencé.

## Enregistrement et circulation civile
Le 28 janvier 2021, selon Golikova, il était prévu que l'enregistrement des vaccins aurait lieu à la mi-février 2021. Dans le même temps, le nom officiel du vaccin a été annoncé,,. Le vaccin CoviVac a été enregistré par le ministère de la Santé de la fédération de Russie le 19 février 2021 (certificat d'enregistrement no 006800). Selon le directeur général adjoint des activités de projet et des innovations du centre, Konstantin Chernov, il est prévu de produire environ 10 millions de doses du vaccin CoviVac par an.

## Voir également
- Sputnik V, vaccin vectoriel fabriqué en Russie
- EpiVacCorona, vaccin peptidique contre la COVID-19 fabriqué en Russie